# Leidenschaft

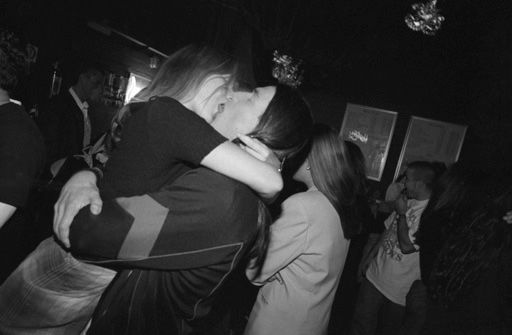
Leidenschaftlicher Kuss auf einer Single-Party

Leidenschaft (gesteigert, aber als Begriff immer weniger gebräuchlich: Inbrunst) ist eine das Gemüt, das Denken, Gefühl und Wollen völlig ergreifende Emotion. Sie umfasst Formen der Liebe und des Hasses, wird aber auch für religiösen, moralischen oder politischen Enthusiasmus benutzt. Der Begriff beschreibt darüber hinaus die intensive, mitunter affektartige Verfolgung von Zielen, Neigungen, wie auch eine gesteigerte Vorliebe, eine außergewöhnliche Hingabe, überbordende Anstrengung, ein besonders starkes Interesse oder ein Über-sich-Hinauswachsen. Im heutigen Alltagssprachgebrauch ist ein Zusammenhang mit „Leiden“, von dem sie abgeleitet ist, kaum noch präsent; „Leidenschaft“ wird mitunter wertfrei, meist sogar positiv konnotiert (siehe auch Liebesbeziehung). 

## Geschichte
Die antike Philosophie der Stoa sah in der Beherrschung der Leidenschaften (Affektkontrolle) ein wichtiges Lebensziel. Die Mäßigung (insbesondere die der Lust) ist eine der vier platonischen Kardinaltugenden.
René Descartes interpretierte die „Leidenschaften“ als natürliche mentale Ausflüsse der kreatürlichen Körperlichkeit des Menschen, verpflichtet den Menschen – als ein zugleich mit einer Seele begabtes Wesen – aber zu ihrer Kontrolle durch den Willen und zu ihrer Überwindung durch vernunftgelenkte Regungen wie z. B. selbstlosen Verzicht oder großmütige Vergebung. 
Der Ausdruck wurde von Philipp von Zesen (1619–1689) für das lateinische Wort passio in die deutsche Sprache eingeführt und sowohl im positiven Sinn verwendet (z. B. Leidenschaft für die Musik) wie auch im negativen (z. B. Affektdominanz). In der Belletristik und im Theater ist die Leidenschaft ein häufiges Thema bzw. Sujet. 

## Erzählungen
- Leidenschaft (2004), von Alice Munro